# Langue macaronique
Ne doit pas être confondu avec Latin de cuisine.
Une langue macaronique (de l'italien maccaronico, macaronico, ou, plus fréquemment, maccheronico) est une langue inventée au XVe siècle en Italie, pour écrire des poèmes burlesques. Cette langue est composée de mots de la langue maternelle de l’auteur auxquels on ajoute une syntaxe et des terminaisons latines volontairement erronés dans le but de créer un effet comique.

## Origine du terme
Le terme est emprunté à l'italien maccheronico, renvoyant aux macaronis. Le mot macaronique proviendrait d’un personnage, fabricant de macaronis, dans une histoire macaronique d’Alione d'Asti[réf. nécessaire]

## Littérature macaronique

### En italien
Teofilo Folengo (alias Merlin Coccaïe) avec son Baldus est l’un des premiers auteurs à écrire dans cette langue. 
On peut citer au XVe siècle Bassano (né à Mantoue, mort en 1448) ou encore Tifi Odasi (né à Padoue vers 1450 et mort à la fin du XVe siècle), avec son poème satirique La Macharonea qui attaque les Padouans soupçonnés de pratiquer la magie.
Au XVIe siècle, en dehors de Folengo et d’Alione, il y a de nombreux écrivains : Guarinus Capella, Barthelemy Bola, Baiano, Zancalaio, Graseri et Affarosi.
Au XVIIe siècle on peut citer Cesare Orsini et Bernardino Stefonio.

### En français
En français l'expression vers macaronique est employée pour la première fois par Rabelais dans Le Quart livre :

« Arrivans à la cassine de loing il apperceut Tappecoue, qui retournoit de queste, et leurs dist en vers Macaronicques.
Hic est de patria, natus de gente belistra,
Qui solet antiquo bribas portare bisacco. »

— François Rabelais, Le Quart livre
Le plus célèbre des écrivains français macaroniques est Antoine de Arena[réf. nécessaire]. Au XVIe siècle, ce Provençal écrit des ouvrages comiques macaroniques où l’auteur veut enseigner l’art de bien danser (basse danse) pour séduire les filles, et des livres d’histoire macaroniques plus sérieux sur différentes guerres, comme celle de Charles Quint en Provence. Ensuite d’autres écrivains comme Rémy Belleau ont essayé ce genre pour décrire les troubles et pillages en France. Théodore de Bèze a aussi utilisé ce style pour défendre la Réforme contre ses ennemis grâce à des pamphlets. Plus tard Molière écrira une macaronée de cent cinquante vers avec la cérémonie finale du Malade imaginaire. Une macaronée anonyme célèbre, Funestissimus Micheli Morini trepassus, est à l’origine de l'expression de Michel Morin pour désigner un homme à tout faire. Raymond Queneau utilise cette langue dans un de ses Exercices de style.

#### Exemples
Le macaronique est graissé pour l’occasion.

« L’épouvante, à leur approche, avait saisi les habitans… ;  mais le lieutenant de justice les rassure… J’irai trouver Montmorency, leur dit-il  ; je lui demanderai de visiter nos murs et de nous aider à les défendre… Il dit, et cavalcando, eperonando, va trouver Montmorency dans Avignon la sainte, où sont de belles femmes pro rigolando… Montmorency répond oui d’un signe de tête et tient parole… Il visite la cité d’Arles et la met en état de se bien défendre, lui laissant le prince de Melfe avec Bonneval… Les gendarmes y affluent de toute part et se logent en maîtres dans les maisons… Les amis font bonne cuisine aux frais des habitans et les paient ensuite en jetant leurs meubles par les fenêtres et les piédauculant s’ils soufflent un mot du procédé… »

— Antoine Arena, Meygra entreprisa
Proust rappelle l’emploi qu’on en fit sur le Grand Condé :
« Je me souviens maintenant d’une chanson de l’époque qu’on fit en latin macaronique sur certain orage qui surprit le Grand Condé comme il descendait le Rhône en compagnie de son ami le marquis de La Moussaye. Condé dit : 

Carus Amicus Mussaeus.Ah ! Deus bonus ! quod tempus !Landerirette,Imbre sumus perituri.
Et La Moussaye le rassure en lui disant : 
Securae sunt nostrae vitaeSumus enim SodomitaeIgne tantum perituriLanderiri »
— Marcel Proust, La Prisonnière.
Exemple de Raymond Queneau :

« Sol erat in regionem zenithi et calor atmospheri magnissima. Senatus populusque parisiensis sudebant. Autobi passebant completi. In uno ex supradicti autobibus qui S denominationem portebat, hominem quasi junum, cum collo multi elongato et cum chapito a galono tressato cerclaro vidi. […] »

— Raymond Queneau, Exercices de style

### Autres langues
Ces écrivains sont nombreux en Allemagne, en Angleterre, en Espagne et au Portugal[réf. nécessaire].

### Traductions
1. ↑  « Voilà un naturel du pays, fils d'une race de bélîtres,
Qui porte des brimborions dans son vieux bissac. »
2. ↑  « Cher ami La Moussaye, ah, bon Dieu, quel temps ! Landerirette, nous allons périr noyés »
3. ↑  « Nos vies sont en sûreté, car nous sommes sodomites, seul le feu peut nous faire périr, landeriri »

### Source
- Pierre Gustave Brunet, « Notice sur la vie et les ouvrages de Théophile Folengo et sur la poésie macaronique en général », dans Histoire maccaronique de Merlin Coccaie prototype de Rabelais : où est traicté les ruses de Cingar, les tours de Boccal, les adventures de Léonard, les forces de Fracasse, les enchantemens de Gelforce et Pandrague et les rencontres heureuses de Balde, Paris, Delahaye, 1859 (lire en ligne).